# Tobatí
Tobatí est une ville du Paraguay située dans le département de la Cordillera. À 63 km d'Asuncion, la capitale, Tobatí héberge environ 26 500 habitants. Elle est déclarée capitale de l'artisanat, du fait de la grande quantité et variété d'artisanat qui se trouvent dans la ville et ses environs.
Fondée le 3 octobre 1539 par Domingo Martínez de Irala, Tobatí a d'abord été une réduction franciscaine, ordre chargé de l'évangélisation des indiens.
Tobatí vit principalement de la fabrication de matériaux de construction (briques, tuiles, etc.), cuits dans des fours à bois, ainsi que de l'artisanat, dont :
- la taille du bois, en particulier des icônes religieuses, héritage de l'époque franciscaine ;
- la poterie, faite à la main sans tour et décorée en jouant sur les couleurs de différentes argiles ;
- les chapeaux de karanda'y (feuilles de palmes) tressé, métissage du chapeau, objet d'origine européenne, avec les techniques de tissage guarani ;
- les hamacs en fibre de coco ;
- les fleurs séchées et teintes ;
- le travail de l'ysypo (liane).